# 日本可以说不
《日本可以说不》（日语：「NO」と言える日本），出版于1989年，作者是日本索尼公司创始人盛田昭夫和政治人物石原慎太郎。
这本书因鼓吹日本应该在包括经济和外交的各个领域提高自主地位，尤其是相对美国的自主地位而著名。在日本经济增长的大气候下，该书迅速成为讨论热点，许多未被授权的版本被翻译成英文并在美国流通。而被授权的翻译中没有包括盛田昭夫的文章，据说是索尼公司担心自身利益受到影响所致。